# Gabriella Coleman
Enid Gabriella Coleman, également connue sous les noms Gabriella Coleman et Biella (née le 17 septembre 1973), est une anthropologue et chercheuse américaine. Ses études portent sur la culture hacker et le cybermilitantisme avec Internet, ayant développé une spécialité concernant le collectif Anonymous. Elle est professeure à l'Université McGill.

## Biographie
Après des études secondaires à l'école Saint Jean de San Juan (Porto Rico), Gabriella Coleman obtient un baccalauréat universitaire ès lettres en sciences des religions à l'université Columbia , en mai 1996. Elle fréquente par la suite l'université de Chicago, qui lui délivre une maîtrise universitaire ès lettres en anthropologie culturelle en août 1999, puis un Ph.D. en anthropologie socio-culturelle en 2005. Le titre de sa thèse est The Social Construction of Freedom in Free and Open Source Software: Hackers, Ethics, and the Liberal Tradition.
Après avoir effectué un postdoctorat au Center for Cultural Analysis de l'université Rutgers ainsi qu'un autre à l'Université de l'Alberta, elle devient assistante professeure à l'université de New York en septembre 2007.
En 2010–2011, Coleman travaille à l'Institute for Advanced Study. En janvier 2012, elle obtient la Wolfe Chair in Scientific & Technological Literacy de l'Université McGill.

## Publications
- (en) Gabriella Coleman, Hacker, Hoaxer, Whistleblower, Spy : The Many Faces of Anonymous, Londres, Verso Books, 2014, 452 p. (ISBN 978-1-78168-583-9, lire en ligne)
- (en) Gabriella Coleman, Coding freedom : the ethics and aesthetics of hacking, Princeton, Princeton University Press, 2013, 254 p. (ISBN 978-0-691-14460-3, lire en ligne)
- (en) Gabriella Coleman, « The Hacker Conference: A Ritual Condensation and Celebration of a Lifeworld », Anthropological Quarterly, vol. 83, no 1,‎ 2010, p. 47–72 (DOI 10.1353/anq.0.0112, lire en ligne)
- (en) Gabriella Coleman et Alex Golub, « Hacker practice: Moral genres and the cultural articulation of liberalism », Anthropological Theory, vol. 8, no 3,‎ 1er septembre 2008, p. 255–277 (DOI 10.1177/1463499608093814, lire en ligne)
- (en) Gabriella Coleman, Tactical biopolitics : art, activism, and technoscience, Cambridge, Massachusetts, MIT Press, 2008, 341–363 p. (ISBN 978-0-262-04249-9, lire en ligne)